# Corcelles-près-Concise
Corcelles-près-Concise (toponimo francese) è un comune svizzero di 381 abitanti del Canton Vaud, nel distretto del Jura-Nord vaudois.

## Monumenti e luoghi d'interesse

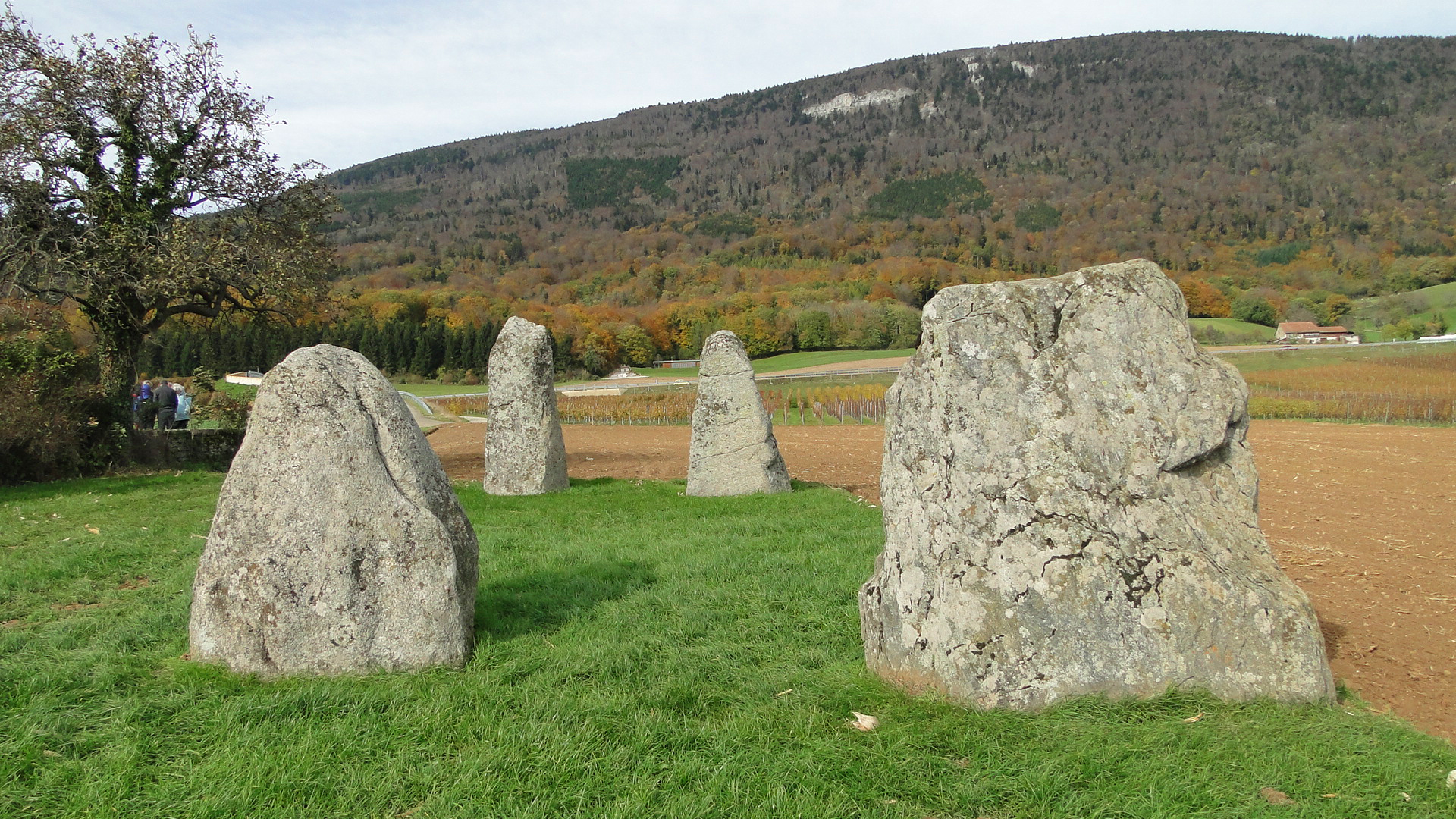
I menhir

- Menhir neolitici[1].

## Società

### Evoluzione demografica
L'evoluzione demografica è riportata nella seguente tabella:
Abitanti censiti

## Amministrazione
Ogni famiglia originaria del luogo fa parte del cosiddetto comune patriziale e ha la responsabilità della manutenzione di ogni bene ricadente all'interno dei confini del comune.